# Jonas Olsson (cyklist)
Jonas Olsson, född den 10 januari 1980, är en svensk före detta tävlingscyklist som var specialist på tempolopp. Han körde för Team Crescent 2001-2002 och för Team Bianchi Scandinavia 2003.

## Meriter
1998
Vinnare av Nordiska mästerskapen för juniorer, tempolopp.
2001
Vinnare av etapp 1 av Volta Ciclista Provincia Tarragona
Svensk mästare i tempolopp, elit
Svensk mästare i lagtempo (med Gustav Larsson och Tobias Lergård)
Svensk lagmästare i individuellt tempolopp (med Gustav Larsson och Tobias Lergård)
Nionde plats vid Europamästerskapen för U23, tempolopp.
2002
Europamästare i tempolopp för U23.
Svensk mästare i tempolopp, elit
Svensk mästare i lagtempo (med Gustav Larsson och Tobias Lergård)
Svensk lagmästare i individuellt tempolopp (med Gustav Larsson och Tobias Lergård)
Tredje plats vid Svenska mästerskapen i linjelopp, elit
Fjärde plats vid Världsmästerskapen i tempolopp, U23
2003
Svensk mästare i lagtempo (med Thomas Lövkvist och Tobias Lergård)
Svensk lagmästare i individuellt tempolopp (med Thomas Lövkvist och Petter Renäng)
Andra plats vid Svenska mästerskapen i tempolopp, elit